# Бруно фон Лауфен
Бруно фон Лауфен/Бруно фон Бретен (на немски: Bruno von Laufen; Bruno von Bretten; * ок. 1045; † 25 април 1124, Трир) е архиепископ на Трир (1102 – 1124).

## Биография
Той е син на граф Арнолд фон Лауфен и съпругата му Аделхайд фон Неленбург, дъщеря на граф Еберхард VI фон Неленбург († 1078/1080) и Ита († сл. 1105). Майка му Аделхайд фон Неленбург е сестра на Удо фон Неленбург († 1078), архиепископ на Трир (1066 – 1078), и на Екехард II фон Неленбург († 1088), абат в манастир Райхенау (1071 – 1088). Майка му е роднина на папа Лъв IX и на императорите Конрад II и Хайнрих III.
По друг източник той е син на граф Бопо фон Лобденгау († сл. 1067). Брат е на графовете на Лауфен в Лобденгау Хайнрих II († сл. 1067) и Попо II († сл. 1122).
През 1084 г. Бруно е домпропст в Трир и на 6 януари 1102 г. е избран за архиепископ на Трир с помощта на роднината му Удо фон Неленбург (архиепископ на Трир 1066 – 1078).
Бруно е добър дипломат и влиятелен съветник на императорите Хайнрих IV и Хайнрих V. Хайнрих V му дава службата щатхалтер на империята (на латински: vicedom(i)nus regiae curiae). Ок. 1103 г. той започва да окрепява Мюнстермайфелд.
През 1122 г. Бруно подарява манастир Оденхайм в Крайхгау, с неговия наследствен дял, със съгласието на брат му Попо фон Лауфен.